# Sei Rejo
Sei Rejo is een bestuurslaag in het regentschap Serdang Bedagai van de provincie Noord-Sumatra, Indonesië. Sei Rejo telt 4061 inwoners (volkstelling 2010).